# Wortschau
Wortschau ist ein Magazin für Gegenwartsliteratur mit Beiträgen aus der Kulturszene. Wortschau wurde durch den Unternehmensberater und Autor Wolfgang Allinger und Peter Reuter ins Leben gerufen. Die Erstausgabe erschien 2007 im südpfälzischen Herxheim. Die Künstlerin und Autorin Johanna Hansen löste 2013 Reuter ab. Ab 2018 wechselte der Sitz nach Neustadt an der Weinstraße.
Die Zeitschrift enthält Gedichte, Kurzprosa, experimentelle Texte, Interviews und Essays. Jedes Heft stellt einen Hauptautor vor, welcher einen größeren Raum einnimmt. Es gibt standardmäßig Illustrationen und Fotos, die von einem Gastkünstler beigetragen werden. Üblich sind Themenschwerpunkte wie z. B. Worte ante Portas, Kälte oder Fernweh. Wortschau beinhaltet unter dem Titel Seitenwechsel Tagebucheinträge, auch werden Texte von Autoren aus dem Ausland ins Deutsche übersetzt. Seit 2010 werden unregelmäßig Sonderausgaben veröffentlicht.
Die Zeitschrift ist sowohl regional wie auch international aufgestellt, so boten die letzten Ausgaben (2020/2021) über 40 Autorinnen und Autoren aus Deutschland, Österreich, Spanien, Schweiz, Südtirol, Frankreich, Lettland und den USA eine Publikationsmöglichkeit. Bezüglich den USA existiert mit der Universität Berkeley in Kalifornien ein besonderer Kontakt.
Wortschau erschien zunächst vierteljährlich mit deutlich regionalem Bezug. Aufgrund des höheren redaktionellen Aufwands, vor allem wegen der ausländischen Autoren und sonstiger Faktoren, wurden zuletzt nur noch zwei Hefte, statt wie geplant drei, im Jahr herausgegeben, auch um die mit den Jahren gewachsene Qualität zu gewährleisten. Es wird eine Verbindung zum Neustadter Literatennetzwerk TeXtur gepflegt, so werden Lesungen im Kulturzentrum Herrenhof-Mußbach angeboten.
Folgende Autoren wirkten u. a. in den letzten Ausgaben mit: Elke Engelhardt, Julietta Fix, Katharina Dück, Franziska Beyer-Lallauret, Kathrin Niemela, Angelica Seithe, Ulf Großmann, Ann Kathrin Ast, Wolfgang Allinger, Johanna Hansen, Doris Konradi, James Hopkins, David Gates, Frank Norten, Martin Piekar, Tobias Roth und David Emling. Folgende Künstler waren z. B. vertreten: Claudia Linnhoff, Thorsten Keller, Li Erben, Angelika Eggert, Svea Öhlschläger, Robinson Tilly und Christian Lippuner.
Wortschau-Autoren lesen bundesweit regelmäßig zu jedem neu erschienenen Heft, z. B. waren sie in Städten wie Gera, Marburg, Mainz und Neustadt zu hören. Hefte wie Lesungen werden des Öfteren in der Presse rezensiert.